# Dolichopus agronomus
Dolichopus agronomus är en tvåvingeart som beskrevs av Axel Leonard Melander och Charles Thomas Brues 1900. Dolichopus agronomus ingår i släktet Dolichopus och familjen styltflugor.
Artens utbredningsområde är New Hampshire. Inga underarter finns listade i Catalogue of Life.